# Miraxis
Miraxis là một chi bướm đêm thuộc họ Crambidae.